# Eleições do Cacete
Eleições do Cacete é como ficaram conhecidas as eleições realizadas no Brasil em 1840.
D. Pedro II, que já era imperador mesmo tendo apenas 14 anos de idade, escolheu políticos (a partir de violência) liberais e áulicos para compor seu primeiro ministério e convocou novas eleições para escolher os membros da Câmara.
A facção áulica sugeriu a dissolução do Gabinete da Maioridade, em face de tensões internas no Executivo. O Imperador acatou o conselho áulico e destitui o Gabinete, em 1841.
O retorno dos regressistas, já nomeados de conservadores, leva os liberais às revoltas de 1842.